# La Haine (drama)
La Haine (Hatet) är ett drama i fem akter skrivet av Victorien Sardou och med musik av Jacques Offenbach. Pjäsen hade premiär den 3 december 1874 på Théâtre de la Gaîté i Paris.

## Historia
Offenbach hade komponerat sånger och teatermusik till elva klassiska och moderna pjäser på Comédie Française i början av 1850-talet och därmed erhållit värdefull erfarenhet av att komponera för teatern. Sardou och Offenbach arbetade tillsammans första gången 1872 med verket Le Roi Carotte, vilken spelades 195 gånger, och projektet sporrade dem att förnya sitt samarbete.
1874 hade Jacques Offenbach blivit chef för Théâtre de la Gaîté. För att följa upp nypremiären av Orfeus i underjorden den 7 februari med ett nytt verk beslöt han att sätta upp Sardous drama med den för tillfället icke engagerade skådespelartruppen på teatern.